# Jezioro (powiat ostrzeszowski)
Jezioro – kolonia w Polsce położona w województwie wielkopolskim, w powiecie ostrzeszowskim, w gminie Ostrzeszów.